# Epistolar
Ein Epistolar (lateinisch epistolarium) war ein liturgisches Buch in der katholischen Kirche. Aus ihm wurden im Gottesdienst die biblischen Lesestücke außerhalb der Evangelien, die Episteln, vorgetragen. Im Pontifikalamt oder levitiertem Hochamt las der Subdiakon, der deshalb auch als Epistolār bezeichnet wurde, auf der Epistelseite aus dem Epistolar. In weniger feierlichen Messen wie einer stillen Messe übernahm der Zelebrant die Lesung. Das Epistolar kam nach dem Mittelalter außer Gebrauch. Es wurde durch das Lektionar ersetzt.
Seit der Liturgiereform nach Zweiten Vatikanischen Konzil wurde ein solches Buch nicht mehr aufgelegt, da die Lesung nicht mehr nur aus den Evangelien, die aus dem Evangeliar vorgetragen werden, und den Briefen bzw. Episteln, sondern auch aus dem Alten Testament stammen. Somit würde ein Lektor zwei verschiedene Bücher benötigen.